# Tawusz (miejscowość)
Tawusz – wieś w Armenii, w prowincji Tawusz. W 2011 roku liczyła 1454 mieszkańców.